# トーマス・キース・グレナン
トーマス・キース・グレナン（Thomas Keith Glennan、1905年9月8日 - 1995年4月11日）は、1958年8月19日から1961年1月20日まで在任した初代NASA長官である。

## 初期のキャリア
ノースダコタ州エンダーリンでリチャード・グレナンとマーガレット・グレナンの間に生まれ、ウィスコンシン大学オークレア校に通い、その後、1927年にイェール大学のシェフィールド科学学校で電子工学の学位を取得した。ここでが、カイ・ファイフラタニティのメンバーであった。卒業後、当時興りつつあった発声映画産業の道に入り、後にウェスタン・エレクトリックの子会社であるElectrical Research Products Companyのサービス担当副部長となった。キャリアの間に、パラマウント映画やサミュエル・ゴールドウィン・スタジオのスタジオマネージャーを務め、また短期間、ベガ航空でも働いた。
1942年からコロンビア大学の戦争研究部門で働き、その後、コネチカット州ニューロンドンのアメリカ海軍水中音響研究所で働いた。第二次世界大戦が終わると、グレナンはニューヨーク州ビンガムトンのアンスコ社の幹部となった。この立場で、彼はオハイオ州クリーブランドのケース工科大学の学長として招聘された。彼の指導によって、ケース・ウェスタン・リザーブ大学は地域の研究機関から、アメリカ合衆国内でもトップの工学校にランクされるまでに地位を向上させた。1950年10月から1952年11月まで、学長職と並行して、アメリカ原子力委員会の委員を務めた。

## NASAでのキャリア
NASA長官として、グレナンは、8千人の従業員、1億ドルの年間予算、ラングレー研究センター、エイムズ研究センター、ルイス研究センター（後のグレン研究センターの3つの主要な研究施設や二つの小さな実験施設等を抱えるアメリカ航空諮問委員会(NACA)をそのまま吸収したNASAの組織化を指揮した。
NASAの公式な発足直後、NASAが長期的な宇宙探査の実行計画を適切に遂行できるように、他の連邦機関の宇宙探査プロジェクトを担ういくつかの機関をNASAに統合させた。アメリカ海軍研究所の一部をNASAに取り込み、その利用のためにゴダード宇宙飛行センターを創設した。
彼はまた、アメリカ空軍と国防総省国防高等研究計画局が行っていたいくつかの衛星プログラム、2つの月プローブ、4.4 MN出力のスラスタやシングルチャンバーロケットエンジンの開発もNASAの下に取り入れた。1958年12月には、カリフォルニア工科大学のジェット推進研究所をNASAの機関とした。さらに1960年には、アラバマ州ハンツビルに所在するアメリカ陸軍弾道ミサイル局をマーシャル宇宙飛行センターと改称し、NASAの施設とした。
1960年半ばまでに、国防総省が管理する偵察衛星、弾道ミサイル、及びその他のいくつかの宇宙関連プロジェクトを除く全ての宇宙活動の実施に関し、アメリカ連邦政府内におけるNASAの優位性を確保した。

## その後のキャリア
1961年にNASAを去ると、グレンはケース工科大学に戻り、1966年まで学長を続けた。この間、彼はケース工科大学とウェスタン・リザーブ大学を統合し、ケース・ウェスタン・リザーブ大学の発足させた。1966年に引退すると、Associated Universities, Inc.の長を務めた。
引退後、バージニア州レストンに20年以上住んだ後、1980年代末にメリーランド州ミッチェルビルに転居した。1995年4月に脳卒中により、妻ルース（旧姓アダムス）を残してCollington Life Care Communityで死去した。